# Вімблдонський турнір 1892
Вімблдонський турнір 1892 — 16-й розіграш Вімблдону. Турнір тривав з 27 червня до 7 липня. З цього року турніри в усіх розрядах проходили одночасно.

## Дорослі

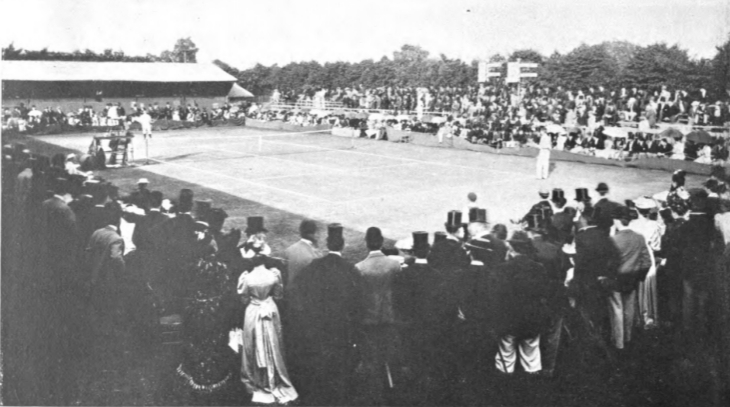
Фінал усіх охочих Вімблдону 1892
Джошуа Пім — Ернест Льюїс

### Чоловіки, одиночний розряд
Вілфред Бедделі переміг у фіналі  Джошуа Піма, 4–6, 6–3, 6–3, 6–2

### Жінки, одиночний розряд
Лотті Дод перемогла у фіналі  Бланш Бінґлі, 6–1, 6–1

### Чоловіки, парний розряд
Ернест Льюїс /  Гарольд Барлоу перемогли у фіналі пару  Вілфред Бедделі /  Герберт Бедделі, 4–6, 6–2, 8–6, 6–4